# 松田弦
松田 弦（まつだ げん、1982年7月16日 - ）は、日本のクラシックギタリスト。高知県出身。

## 来歴・人物
高知県立岡豊高等学校音楽コースギター専攻科卒
早稲田大学教育学部卒
オスカー・ギリア Oscar Ghiglia、福田進一、佐藤紀雄、ステファノ・グロンドーナ Stefano Grondona、ゾーラン・デュキッチ Zoran Dukic、リカルド・ガレン Ricardo Gallen 等多数のマスタークラス 受講。 
松居孝行、村治昇、新井伴典に師事。
- 2000年　　第25回GLC学生ギターコンクール・高校生の部第1位及びGLC賞（小～大学生、全部門のグランプリ）
- 2003年　　第11回名古屋ギターコンクール第1位
- 2004年　　第50回九州ギター音楽コンクール第1位
- 2005年　　第23回日本スペインギター音楽コンクール第1位
- 2006年　　第37回クラシカルギター・コンクール第1位
- 2009年　　第9回アジア国際ギターコンクール（バンコク）第1位
- 2009年　　第52回東京国際ギターコンクール第1位
- 2013年    アントニー国際ギターコンクール優勝、あわせて課題曲賞と聴衆賞を獲得。

## ディスコグラフィー
CD
- GENIUS　(2009年)
- 弦想～gen-soul～ (2013年)
- esperanza (2014年)
- evergreen（2017年）